# 重甲ビーファイター
『重甲ビーファイター』（じゅうこうビーファイター）は、1995年2月5日から1996年2月25日まで、テレビ朝日系列で毎週日曜8時 - 8時30分（JST）に全53話が放送された、東映制作の特撮テレビ番組、および作中で主人公たちが変身するヒーローの名称。「メタルヒーローシリーズ」の第14作目に当たる。

## 概要
野心作だった前作『ブルースワット』が商業的に苦戦したことから、本作品では『超人機メタルダー』から始まった多様化の流れをリセットする形で、軽快なバトル路線を徹底。甲虫を投影する3人の強さが強調され、「変身ヒーローと異次元からきた侵略者の対決」というシンプルな構図に回帰した。前年までのメタルヒーローは、スーパー戦隊シリーズより対象年齢が高く意識されることが多かったが、本作品ではスーパー戦隊と同じ3 - 5歳男児に引き下げられ、以降のシリーズ作品においても踏襲された。

### 特徴
必殺技描写や大型メカニック、戦闘シーンの舞台として登場する異次元空間「ガオームゾーン」の設定など、メタルヒーローの原点である宇宙刑事シリーズを強く意識している。メインライターの宮下隼一は、オーソドックスな王道路線を目指した作品であり、これまでのシリーズの完成形と評している。一方で、元バンダイデザイナーの野中剛は、スーパー戦隊シリーズとの差別化については開き直っているとも評している。
これまでのメタルヒーローシリーズの主人公たちには『時空戦士スピルバン』を除けば、刑事・ロボット・忍者・サイボーグ・レスキュー隊といった何らかの「初めから戦闘に慣れている・長けている戦士」の要素があったが、本作品の主人公たちは自然を愛するごく普通の若者として設定されている。前半では主人公3人がいずれも学者という設定や昆虫の精の存在などから、環境問題も取り入れている。しかし、意図しなかったとはいえ新レギュラー・鷹取舞の明るいはじけたキャラクター、それと正反対な陰の属性を持つ後半のライバルキャラ・ブラックビートは作品の雰囲気をも強く変えていった。後半では不思議コメディシリーズを彷彿とさせる話やジャマールに蹂躙された次元の戦士の話などバラエティに富んでおり、終盤はセントパピリアを巡るジャマールの内紛と幹部の離反、宿命に翻弄された拓也の戦線離脱、組織壊滅で終わらない最終決戦と勢いを衰えさせることなく一年を完走した。玩具的にも満を持しての昆虫をモチーフにしたということもあって、年間を通して好調でシリーズ化を果たすほどの成功を収めた。
昆虫をモチーフとした戦士というコンセプトは、放送当時は意図的に避けられていたものだが、カブトムシやクワガタムシなどに絞った「甲虫」にし、放送当時の仮面ライダーシリーズの主流であった生々しい感じの改造人間というイメージが強かったが、本作品では金属的なアーマーにすることで結果的に「甲虫型のメタルアーマー」を装着したヒーローということになった。重甲の「甲」は「甲虫」の意味だが、「重」は「重い」という意味のほかに「重なる」という意味もあり、何層にも重なったメタリックなアーマーということから、内部のメカを剥き出しにすることで、重なりを強調している。また、ギャバンやウインスペクターのようにツルっとした1枚モノではなく、何層にも薄いプレートを重ねたような細かいモールドもあり、ものすごく重なった鎧というコンセプトとなっている。そのため、何層にもアーマーが重なって装着される変身シーンや、本作品のロゴも、「重なるアーマー」をビジュアル化している。
メインのストーリーは第51話までで完結とされ、残る2話分はシリーズ前作『ブルースワット』および前々作『特捜ロボ ジャンパーソン』の登場人物がビーファイターと共演する特別編として制作された。
技術面では、前作ではビデオ合成で処理されていたCGが、東映のテレビ作品で初めてフィルムレコーディングによるフルデジタル合成となった。

### スタッフ
プロデューサーには、前作に引き続いて堀長文も名を連ねているが、実質的には東映不思議コメディーシリーズを手がけてきた日笠淳が中心となって制作が進められた。
メインライターは前作から引き続き宮下隼一、その他扇澤延男、鷺山京子などが執筆しているが、昨年と違いライターが少数に固定されたローテーションとなった。本作品で最終2話の脚本を手がけた小林靖子のインタビューによれば、このローテーションは当時東映上層部より「東映は新人養成学校じゃない」と一喝されたことにより、それまでの作品に携わっていた新人ライターの多くが一掃されたことに起因している。しかし当時新人の小林は先輩である鷺山の名を借りて作品を発表しており、2010年8月発売の『東映ヒーローMAX』にて、その話が第11話「怒りロボ大暴走」であることが判明した。
監督ローテーションは日笠の意向が強く反映されたものとなった。パイロット版（1、2話）の監督には日笠も携わった『宇宙刑事シャイダー』以来の澤井信一郎が起用されている。本作品にはその他、監督としてはシリーズ初登板となる渡辺勝也が参加。また『宇宙刑事ギャバン』に助監督として参加していた坂本太郎や、『特捜ロボ ジャンパーソン』にて本編監督デビューを果たした金田治も初のレギュラー監督として活躍している。このうち後者は、『ジャンパーソン』での金田演出の質の高さに圧倒された結果、本シリーズに参加してもらうことになったことを、当時の雑誌インタビューにて日笠が明かしている。
アクション監督は前年まで担当していた山岡淳二に替わり、スーパー戦隊シリーズを担当していた竹田道弘が担当し、スーツアクターも前年まで戦隊側に出演していたメンバーが中心となった。
キャラクターデザインにはマイケル原腸を始め、大畑晃一や原田吉朗など過去に東映特撮と縁のある面々が起用された。このうち、岡本英郎を除く4名は同時期に放送されていた『超力戦隊オーレンジャー』にも並行して参加している。終盤に登場した傭兵ヒドラは、デザイナー陣が次作『ビーファイターカブト』の作業に移行していたため、企画者104の河野成寛が担当した。
音楽面では、劇中音楽を『忍者戦隊カクレンジャー』よりスライドする形で川村栄二が、主題歌の作詞・作曲を『真・仮面ライダー 序章』以来となる宇崎竜童・阿木燿子夫妻が担当。また本作品の主題歌・挿入歌のうち、「黒き十字架 BLACK BEET.」を除く9曲の編曲を石田勝範が、全曲の歌唱を石原慎一が手がけている。川村作曲の劇中音楽は、彼が手がけた他の特撮作品からもいくつか流用されている。

## あらすじ

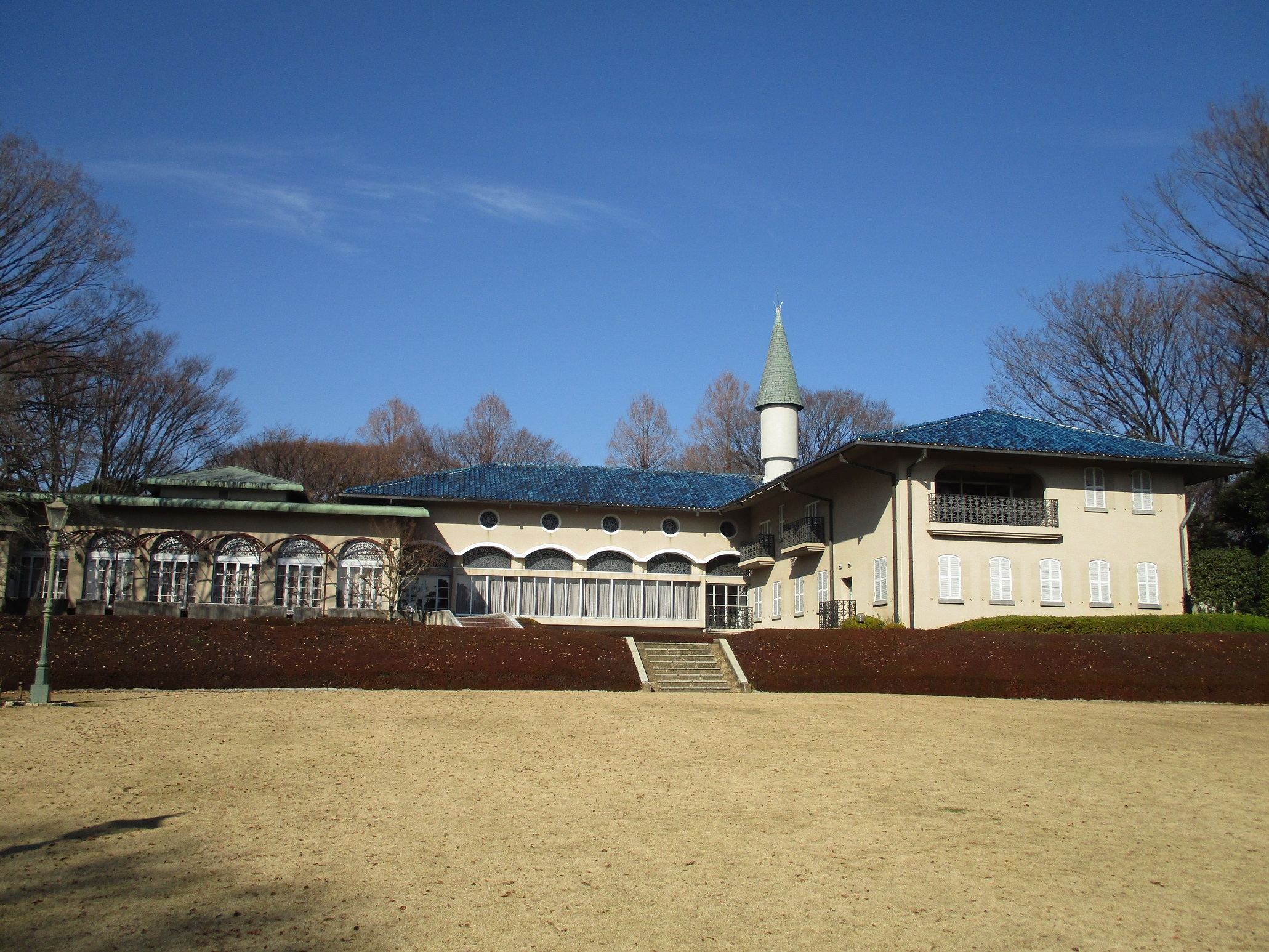
アースアカデミア日本支部の外観として、屋外の撮影に使用された川口市立グリーンセンター大集会場。

199X年、地球上の各地で大量の昆虫が異常発生する現象が頻発した。その調査でジャングルを訪れた甲斐拓也は、洞窟の中で昆虫界の長老グルと出会い、それが侵略者襲来の前兆であることを聞かされた。拓也からそのことを聞いた向井博士は侵略者の存在を政府や国連に訴えるが全く相手にされず、仕方なく自分たちだけでも戦うことを決める。
やがて老師の予言通り、異次元から侵略者組織ジャマールが現れた。昆虫たちは必死にジャマールに挑むが、その圧倒的な戦力の前に次々と倒されていった。
一方、精魂込めて開発していたアーマーがなかなか起動せず、苛立ちを募らせていた拓也と博士の元に老師が現れ、アーマーに昆虫の精を融合させインセクトアーマーを完成させる。拓也と、勇敢にもジャマールに反抗した2人の若者・片霧大作と羽山麗がその適合者に選ばれ、人間の最先端科学と昆虫の未知の力を併せ持った3人の昆虫戦士ビーファイターが誕生、異次元軍団ジャマールに挑戦状を叩き付けた。

## 登場人物

### ビーファイター
地球科学研究所アースアカデミアの最新科学と昆虫族の未知の力との融合で生まれた戦士たち。
彼らが属するアースアカデミアは日本支部長である向井健三曰く「自然破壊。動植物の絶滅の危機。飢餓。貧困。犯罪。戦争」それらを解決するために組織され、日本支部以外では南米支部が確認されている。
甲斐 拓也（）
昆虫学者でビーファイターのリーダー。23歳。一人称は「僕」もしくは「俺」。
知性派で温厚な性格で自然を深く愛し、悪に対する闘志は誰よりも強く、人を守るためには自己犠牲も厭わない。地球で起きている様々な問題を解決すべく、半年前にアースアカデミアに加わった。
劇中ではネクタイを付けた服装でいることが多い。
ブラックビートのシャドーが自身のクローンであることを知り、「シャドーを生んだ原因は自分にある」という自責の念から戦意喪失・戦線離脱してしまうも大作の「自分で蒔いた種は自分で刈り取らなきゃな」という言葉にシャドーとの宿命を終わらせることができるのは自分だと気づき、戦意を取り戻す。
第51話でブラックビートと最後の一騎打ちを繰り広げ、相打ちとなり、息絶えるも自分よりも地球の多くの命を優先する志に感動したセントパピリアに命を与えられて復活を果たす。
その後のジャンパーソン、ガンギブソン、ブルースワットとの共同戦線において、ジャマールに勝利したことによる慢心から大作や舞と共に一度は足を引っ張ってしまうものの2大ヒーローの叱咤・助力により、決意を新たにし、シャドーを生み出した張本人でもある破壊神ジャグールを打ち破った。

ブルービート
甲斐拓也が重甲するカブトムシ（オス）の昆虫の精が収縮されたインセクトアーマー。メインカラーは青。3体のアーマーの中で最もパワーと走査能力に優れる。
第21話で新開発された強化アタッチメントであるスティンガードリル、第36話よりグルの息子であるカブトから託された次元の覇者の銃ビートイングラムなど3人の中では最も多くの強化武器を取得しているのが特徴である。またビートイングラムを手に入れたことにより最強の戦士スーパーブルービートへと進化する力を手に入れた。
- 顔は真上からカブトムシを見た形状をベースにデザインされた。細かな筋彫りで、メカニカルな雰囲気を演出している。マスクの目を腹部と前胸の分割線の隙間に入れているため、無機質なバーの形となっている。単純な「ブルーの戦士」にならないよう、腰や胸は濃紺を使用しており、デザイン画ではメカの露出した部分はシルバーになっていたが、造形ではガンメタになっている。
- アクション用のスーツはハサミとボンドで切り張りして、各スーツアクターのサイズに合わせて改造していたという。アクション用はウレタンが素材のため、衝撃を抑えられたという。アップ用は岡元次郎の体形に合わせて作られたという。

スーパーブルービート
ブルービートがビートイングラムと自らの激しい怒りによって進化。ビートイングラムを使う際にその姿となる。その能力はブルービートを凌駕するものであり、敵のあらゆる光線を受け付けず、接近戦では片手のパンチだけで怪人を吹っ飛ばすほどのパワーを兼ね備えているため、事実上の無敵と言える。
身体的特徴としては、左腕と両足の脛の部分にスーパーディスチャージャーを装備。さらに背中に巨大なカブトムシの羽を思わせるパワージェネレーターが形成され、「メタルフォーゼ」のかけ声と共にそれが展開し進化完了となる。
その能力は、全アーマー中最強の戦闘能力を持つ。
- ブルービートの背面には元々、甲虫の前羽をモチーフとしたディテールを付けており、強化する際にはここが開いて羽になることを想定していたが、現状では羽が小さすぎたため、膨らんだ部分を大きくなったことにして後ろ羽を大きくしている。
- ブラックビートを岡元が担当することとなったことから、スーツは日下秀昭に合わせて作られたという。デザインを担当した野中剛は、リクライニングチェアの背もたれの角度を動かす機構をそのままスーツに移植していることから、造形物がものすごく重くなってしまったという。

片霧 大作（）
樹木医。23歳。一人称は「俺」。
基本的には人情味溢れる熱血漢。日本全国を放浪し、開発の名の下に行われた不必要な森林破壊から樹木医の道を選んだ。
当初は拓也に噛み付いたり、ビーファイターの力を過信して慢心に走りがちだったり、ビーファイターから脱退するなど、トラブルメーカーの面も見られた。しかし、潤滑油である麗の異動や彼女の後任の舞が加入してからは落ち着きを見せるようになる。
漁師の息子だが自分の考えを一方的に他人に押し付ける父・大鐵のやり方に嫌気がさし、父の跡継ぎを断り、4年前に家出同然の身となっていた。そのことが描かれた第26話においては、カナヅチであることが判明するが克服。大鐵とも和解した。
拓也がシャドーに対する自責の念から、戦意喪失して戦線離脱してしまったことに対して、「自分で蒔いた種は自分で刈り取らなきゃな」と言葉にして再び奮い立たせるなど、劇中のピンチ時において、重要な助言をすることもある。

ジースタッグ
片霧大作が重甲するクワガタムシの昆虫の精が宿ったインセクトアーマー。メインカラーは緑。3体のアーマーの中では反射能力と探知能力が重視されており、ブルービートを越えるパワーを瞬間的に出すこともできる。スティンガクローを使用した格闘戦は豪快で、敵に止めを刺すときによく使われる。
- マスクは俯瞰で見たクワガタがモチーフ。ブルービートとの差別化から、マスクの目は腹部と前胸の分割線を開いて丸い目の形状にしている。
- 大作役の金井茂が左利きであったことから、変身後も左利きになった。

羽山 麗（）
水族館インストラクター兼動物学者。22歳。
クールで真面目な性格。幼いころから両親の都合で外国暮らしを転々として戦争で人々や動物が命を失う姿を見た経験から動物学者の道を選んだ。拓也と大作の潤滑油的存在でもある。
ジャマールの影響で絶滅しそうになっている南米の動物たちを救うべく、第22話でアースアカデミア南米支部へ転属。拓也と大作と別れなければいけないことから、向井を通じて、手紙で別れを伝えた。
- 演じた葉月が第14話の撮影中に負傷したため、第16 - 19話は首にスカーフを巻いた衣装で出演し、出番もスタジオ内でのシーンのみとなった。声のアフレコも第14話 - 22話冒頭部まで佳山まりほが代役を務めた。第20話は出演シーンがなく、21話は別人による吹き替えになり葉月の顔が映るカットがないことから、第19話で事実上降板となっているが、オープニングでは21話まで葉月の出演クレジットが続けられた。

鷹取 舞（）
第22話より登場する、2代目レッドルとなる学生。19歳。
麗が南米に旅立った後、森の中に落ちていた繭に包まれた状態のパルセイバーを拾って、アースアカデミアを訪れたことをきっかけに2代目レッドルとなった。
麗とは正反対の能天気な性格で、子供っぽい面が目立つ反面、相手がジャマールであっても一つの生命として接する気さくさを持つ。登場初期は傭兵ゴルゴダルを更生させ、中盤でも人間が変貌させられた傭兵ナイトバイカーに説得を試みており敵にも命や心があることを拓也たちに認識させており、ストーリーが進むに従い少女から大人へ、そして一人前の戦士へと成長し続けた。
- 舞を演じた巴千草によれば、真面目な麗とは雰囲気を変えることは決まっていたといい、なんでも大げさに演じることを意識したと述べている。

レッドル
羽山麗および鷹取舞が重甲するインセクトアーマー。メスのカブトムシの昆虫の精が宿っている。メインカラーは赤。3体のアーマーのうち、特に機動性と敵の分析能力に優れており、かつ非常に身軽なためアクロバティックな動きを得意とする。
戦闘は主にスティンガープラズマーやセイバーマグナムなどでの遠距離戦法を得意としている。
- ブルービートとジースタッグとの差別化から、マスクの目はシャープな目つきとなっている。

### ビーファイターの支援者
向井 健三（）
アースアカデミアの日本支部長。年齢は43歳。
拓也たちからはあまり当てにされてない一面もあるが、いざという時には彼らの説得にあたったりと堅実な面もある。頭髪が薄く、年齢の割には老けた容姿だからか、年寄り扱いされると不機嫌になる。
インセクトアーマーの原型であるプロトタイプアーマーを開発。以降も様々な装備の開発・改良に努めており、1度だけ自作のアーマーでムカイダーK3となって合成獣ラズベルガと戦ったこともあり、敵との相性もあって善戦した。
グルとはプライベートでも親しくしており、将棋を指したり一緒に風呂に入って愚痴を零した彼にアドバイスを与えたりしている。

老師グル（）
巨大なカブトムシの姿をした昆虫族の長老。超能力と高い知能を持つ。当初は人間に対して警戒心を持っていたが拓也との出会いを経て協力を決意し、アースアカデミアで開発されたプロトタイプアーマーに昆虫の精を注ぎ込み、インセクトアーマーを誕生させた。
長老として厳粛な物腰とは裏腹に、向井との将棋で負けそうになって将棋盤を引っ繰り返したり、息子のことで向井に愚痴を零すなど老齢の人間に近い印象を見せる。
自らの生命の危機にさらされると巨大カブトムシそのものの姿になるが、その際に意識は封印された状態になるため復活には時間がかかる。ビーファイターの窮地にはたびたび戦線に出向き支援する。

異次元調達屋カブト
グルの放蕩息子。関西弁で喋り、父親を「お父ちゃん」、母親（グルの妻）を「お母ちゃん」と呼んでいる。
父に反抗して100年前に地球を飛び出し、商人として商品を売買しながら次元を行き交っていた。しかし、商人としての生活は彼なりに見聞を広め、グルの跡を継ぐために出た行動だった。
初登場時はビーファイターを認知しておらず、悪者と誤解して襲い掛かってしまう。しかし、拓也を次元の覇者と認め、最強銃ビートイングラムを託した。
次元商人が高じてか歴戦のヒーローを招集するほどの行動力を持つ。戦闘能力もかなりの物で、得意技は強烈なキックを放つスーパーデリシャスキック。特別編では小型の銃を使って応戦するなど、他のメタルヒーローと共に怪人たちと互角に戦っていた。
母親はレッドルに似ているらしく、レッドルに重甲する舞を「ちゃん」付けしていた。
- ヘラクレスオオカブトがモチーフ。当初はメガヘラクレスを専用マシンとする4人目のビーファイター、というイメージで、ビーファイターの組織のマークをバックルに付けていたり、他のビーファイターとは異なる雰囲気のデザインとなっている。

### その他
セントパピリア
第43話から登場。時空の裂け目から忽然と現れた超生命体（光の蝶）。永遠の命を持っていることからガオームやシャドーに狙われることとなる。
滅びの瞬間にその世界に訪れるが、滅びる存在を救うのではなく滅びた生命を蘇らせる存在であるため、その世界が一度滅びることが前提である。
シャドーという異質な生命、拓也とシャドーの宿命に興味を抱く。
自分よりも地球の多くの命を優先する志に感動し、死亡した拓也に命を与え生き返らせ、いずこへともなく姿を消した。
- デザインはマイケル原腸が担当。原腸は雑誌に載っていたショーの出演者のメイクを参考にしていたが、実際の仕上がりはドーランのベタ塗りのような感じになってしまい想定とは全く異なっていたと述べている。

## ビーファイターの装備・戦力

### インセクトアーマー
昆虫の力と科学が融合した強化服。人間と一体化することで起動する外骨格生体甲冑であり、キチンを元に作られた疑似甲殻細胞にチタン・タングステンなどの金属イオンを吸着させ、特殊硬化させたインセクタイトが外装甲として用いられている。大気中から吸収したイオンエネルギーが内部でプラズマ化して動力源となる。装着者のパワーを常人の20から30倍に強化する。
アースアカデミア日本支部で開発中だったプロトタイプアーマーに、老師グルが昆虫の精を注ぎ込んで融合させて作り出した。アーマー自体が心を持っており、変身する人間を自ら選ぶ。昆虫の力を持つため、機械を操る電波の影響も受けないが、昆虫の天敵である食虫植物の花粉や寒さには弱い。

### 共通装備
ビーコマンダー
ビーファイターの変身アイテム。甲虫の身体がモチーフになっている。インセクトアーマーは内部のフィギュアに縮小圧縮されて封入されており、「重甲（）!」の掛け声で起動し、これを展開して掲げると、中のインセクトアーマーが射出・分裂し、装着者の全身を覆って変身する。拓也がジャマールの作戦で子供に若返ってしまったことや、ジャマールホール完成のために昆虫エネルギーを吸い取られたことで重甲不能になったこともある。戦闘後は内部でアーマーを自動的に修理する。
通信機としても使用可能。また、ビートマシンを呼び出すリモコンとしての役割もある。
ブルービートのビーコマンダーにはカブトムシ風の角、ジースタッグのビーコマンダーにはクワガタムシ風の角、レッドルのビーコマンダーには2本の触角が付いている。
- メタルヒーローシリーズでは初めての変身アイテムとなっている。仮面ライダーのように変身ベルトから一番遠い種類として、本作品と同時期に放送されていた『超力戦隊オーレンジャー』のように変身ブレスではなく、『機動刑事ジバン』の警察手帳のように手に持つ感じのものとなり、3人分のアイテムを1個で再現できるように、ツノを引っ込めたり出したりというギミックとなった。フィギュアがアイテムの中に入っているというのは変身チャンバーのようなカッコよさや見映えのほかに、ビートマシンとの連動アイテムの意味合いもあるという。
- 撮影用プロップの基盤はシールとなっている。

インプットマグナム
全員共通の多機能銃。右のホルスターに携行している。
上部の円筒部分・パワーボルトのコッキングによってスイッチのオンオフを切り替えることが可能で、側面のキーボードの10種のテンキーで3桁のインプットコードを選んで入力することで、様々な能力を発揮する。主な機能は以下の通り。
| 名称                       | コード | 読み           |
| -------------------------- | ------ | -------------- |
| ビームモード               | 1-1-0  | イチイチゼロ   |
| 消火モード[注釈 7]         | 1-1-9  | イチイチキュウ |
| 冷凍ビーム                 | 0-1-0  | レイトウ       |
| 高熱火炎弾                 | 8-1-8  | ファイヤー     |
| 磁力ビームモード[注釈 8]   | 2-8-9  | ジシャク       |
| 超音波ビーム               | 1-0-8  | デンパ         |
| 破壊弾モード               | 9-6-4  | クラッシュ     |
| 閃光弾モード[注釈 8]       | 2-6-4  | フラッシュ     |
| トリモチ弾モード[注釈 8]   | 3-0-5  | ミナダンゴ     |
| 反重力ビームモード[注釈 8] | 9-6-7  | クルナ         |
| 救難信号モード[注釈 8]     | 0-4-9  | レスキュー     |
| 笑気ガスモード[注釈 8]     | 0-8-8  | ワハハ         |
| 麻酔弾モード[注釈 8]       | 4-0-9  | ショック       |
| 覚醒（気付）モード[注釈 8] | 0-5-4  | オコス         |
| マキシム熱湯モード         | 0-2-6  | オフロ         |
| 煙幕弾                     | 0-9-2  | モクモク       |
| メディカルモード           | 7-0-4  | ナオシ         |
- 当時からの定説であった「子供はリモコンが好き」ということから、どれだけ子供が押してもいいオモチャ、というコンセプトとなっている。デザイン時にはビーファイターのマークが出来上がる前であったため、ビーファイターのアイテムであるという記号がない。
- 入力する番号は、当時流行していたポケベルのプッシュボタン入力の語呂合わせを意識している。当初は暗号をテンキーを押して解除しないと銃が使えないという暗号解除キーブラスターのような案が出たが、それではそれ以降のギミックが不要になるため、テンキーの組み合わせで攻撃を繰り出すものとなった。また、音階になっている入力音は、後の着メロの発想の元になっている。

パルセイバー
メガヘラクレスと同時にアースアカデミア南米支部で開発された、全員共通装備の短剣。ヘラクレスオオカブトの能力が備わっており、危機に瀕すると繭を張る機能がある。使用者の感情の高ぶりに応じてその切れ味は増し、パルスラッシュという技を繰り出す。メガヘラクレスの起動キーでもある。
- 横から見るとヘラクレスオオカブトに見えるため、当初はカブトの専用武器として進められていた。当初は茶色のみのカラーリングであった。

セイバーマグナム
インプットマグナムの前部・上部にジョイント部分を回転させたパルセイバーを結合させた銃。インプットマグナムの各モードの能力が強化される（「マキシム○○モード」と呼称）。特にマキシムビームモードの一斉射撃は、怪人にとどめを刺す威力がある。

ソニックフラップ
全員共通の技。甲虫の羽ばたきに習った機能であり、全身から波動を放つ。

ビートスキャン
レッドルの能力。ゴーグルで敵を分析する。

### スティンガーウェポン
インセクトアーマーの背面に収納されている個人武器。ガントレットと各アタッチメントで構成されており、アタッチメントを回転させることで威力を高める。
- ブルービートのみの専用武器であると、3人が並び立った際にブルービートだけが武器を持っていると寂しいことから、アタッチメントを変えて3人それぞれの武器ということとなった[40]。ぐるぐると先端が回転する、というのはギガストリーマーから、腕に装着する剣、というコンセプトはマックスキャリバー、といずれも『ウインスペクター』の機能を合体させたものとなっている[40]。

スティンガーブレード
ブルービート用の両刃剣型スティンガーウェポン。ダイヤモンドの10倍の硬度を誇る。刃を回転させながら斜めに斬るビートルブレイクが必殺技で、第17話のデスマルト戦以降、X字を描くように二段切りするようになる。ブラックビートとの戦いで一度刃が折られてしまったが修復され、その後も通常戦でよく使用された。

スティンガードリル
第21話から登場。ブルービート用のドリル型スティンガーウェポン。スティンガーブレードの刃を外し、新開発の強化アタッチメントに換装することで完成するが、初登場時は換装が完了した状態で登場した。単純な攻撃力ならスティンガーブレード以上だが、スティンガーブレード以上に重いために使いにくい欠点もある。必殺技はドリル部分を高速回転させながら相手を刺し貫くストライクブラストが必殺技。
対ブラックビート用に開発されたが、使用回数は少なかった。

スティンガークロー
ジースタッグ用のハサミ型スティンガーウェポン。ハサミはクワガタムシの角をイメージしており、掴んだ相手を遠心力をつけて投げ飛ばすことができる。ハサミは直径50センチメートルの鉄棒を切断する。アームを取り外してスティンガーブーメランとして投げ飛ばすことも可能。アーム部分にエネルギーを込めて横一文字に斬るレイジングスラッシュが必殺技。

スティンガープラズマー
レッドル用のプラズマ発生器型スティンガーウェポン。4連装のイオンエネルギー発生装置であり、高電圧のビームを放つほか、敵を縛り上げるロープ状のビームを放つことも可能。必殺技は竜巻のように収束した破壊ビームトルネードスパーク。50話での対ガオーム戦ではスティンガープラズマーを横一閃に斬り付ける技として描かれた。

### ビートイングラム
第35話から登場。ブルービートが使用する大型強力銃。大型戦車を消滅させる威力に加え、拓也の怒りによってブルービートをスーパーブルービートに重甲超進化させる力を持つ。ブルービート以外は一切使用不可能。
もともとは異次元調達屋カブトが持ってきた商売道具の中に入っていた武器で「次元の覇者のみが撃つことが可能な銃」とも呼ばれる。
ビートイングラムファイナルモード
スーパーブルービート時に使用する、展開した上部にパルセイバーを合体させる特殊形態。通常時の20倍の威力を持つ。必殺技はスーパーファイナルブロー。
- スーパー戦隊シリーズにおけるロボの合体を、メタルヒーローシリーズではその役割を武器が果たしており、本来は一番子供が持っている玩具であるインプットマグナムと合体させることで、子供たちが喜ぶと思われるが、本作品ではあえてそのセオリーを外している。
- 大きな電動玩具を年末に出すことが慣例となっていたが、同じことをやっていると飽きられてジリ貧にどんどんなっていくことが常であったことから、年末の大型電動玩具は本作品で最後となった。

### その他の装備・戦力
電子高熱銃
イカリボンバの起爆装置の回路を遠距離から切断するために使用。

ムカイダーK3
第38話に登場。ビーファイターの前身プロトアーマーを、向井博士が選ばれた者以外でも戦えるよう密かに開発を進め、ビーファイターが危機に陥った際に博士が装着して出陣した。攻撃力は十分だが、現時点では試供品で耐久性が低いのが弱点。特に昆虫をモチーフとしたものではなく、昆虫パワーも持っていないが、食虫植物をモチーフとしており、ビーファイターを圧倒したラズベルガとの戦闘ではむしろ有利に働いた。武器はムカイダーマグナム。得意技はムカイダーパンチ、ムカイダーキック、敵を騙すムカイダーフェイント。

時限爆弾
ジャマール戦士の養成所や昆虫エネルギーを閉じ込めた装置を破壊する際に使用。スイッチ部分にはBFのシンボルマークが描かれている。また、その他にも大作が合体怪人デスマルト戦でダイナマイトを使用している。

### メカニック
重甲基地（）
アースアカデミア日本支部の敷地内に建造されたビートマシン用基地。
普段はアースアカデミア敷地内の地下に隠されており、必要に応じて地上に出現し、天板と下の2つの扉が開き、ビートマシンが出動する。

ビートマシン
アースアカデミアによって開発された昆虫型巨大マシン。第3話から登場。
自動操縦も可能だがインセクトアーマーから昆虫エネルギーを供給することで最大限の力を発揮。それゆえに重甲前での手動操縦は不可能。
フラップフォーメーションにより、一時的に2機が前後でドッキングすることで各メカに収納されているアタッチメントを装着する。
- 単品で玩具を売ると、女性戦士の専用マシンが余りがちになることが多いことから、3機セットで売ることとなり、セットで売る理由として、別の機体に収納されている強化アタッチメントを換装するシステムにすることとなった。

ビートルーダー
ブルービート用のビートマシンで青いカブトムシ型六輪装甲車。大型戦車5台分のパワーを持つ。また先端のビートホーンはダイヤモンド5倍の硬度を持つ。
ビートキャノン、角から放つビームビートブレイザー、ボディから射出するワイヤーレスキューザイールなどの武装を持つ。フラップフォーメーションによりスタッガータンクの後部内に収納されているマグネアタッチメントを装備することで、強力な磁力を放つビートラクターが使用可能になる。
メガビートフォーメーションにおいては後部左側に合体。
スタッガータンク
ジースタッグのビートマシンで緑のクワガタムシ型戦車。
スタッガーキャノン、上部のビーム砲から放つスタッグバスター、ハサミで相手を投げ飛ばすスタッガーシザースなどの武装を持つ。フラップフォーメーションによりビートルーダーの後部内に収納されている二本一組のドリルアタッチメントを装着することで地中移動も可能になる。
メガビートフォーメーションにおいては後部右側に合体。
- 特撮監督の尾上克郎は、発進時の横滑りのタイミングが難しかったと述懐している。

レッドジャイロ
レッドルのビートマシンで赤いカブトムシ（雌）型ジャイロプレーン。初期ビートマシン3機の中で唯一飛行能力を持つ。
前部のビーム砲レッドパルサー、ローターから突風を放つジャイロタイフーン、レッドキャノンなどの武装を持つ。機体下部から、ワイヤーハンドが出て、岩を持ち上げて敵の真上から落とす攻撃もできる他、マグネアタッチメントを接続することで、他の2機を空輸できる。翼を開いてターボウイングを展開し、ブースターで加速することも可能。
スタッガータンクを下部に合体させてアタックフォーメーションになることでファイヤークラッシュという必殺ビームを放つことが可能。
メガビートフォーメーションにおいては前部中央に合体。
メガヘラクレス
アースアカデミア南米支部で開発された6脚歩行の黒いヘラクレスオオカブト型の巨大マシン。第24話から登場。
他のビートマシンの3倍以上の大きさからスーパービートマシンとも呼ばれており、インセクトアーマー同様に昆虫の精が注ぎ込まれている。起動するにはパルセイバーが必要となる。
パルセイバーと共に日本への輸送途中にシュヴァルツの奇襲を受け、行方不明になったが後に復活。第38話から自動操縦のオートパイロットモードが搭載され、パルセイバーなしでも自身の意思で起動できることになり、人間の言葉で話すことも出来るようになった。
角から放つ主砲のメガキャノンを始め、ビームバルカンや反磁力波などで武装されている。
分離も可能であり、角の部分は飛行メカのジェットヘラクレス、残りの部分は地上用メカのランドヘラクレスになる。ジェットヘラクレスはブルービートが操縦し、ランドヘラクレスはジースタッグとレッドルが操縦して地上戦を担当する。
3機のビートマシンを展開した上面のハッチに合体させることで最強形態メガビートフォーメーションとなる。この形態になることで4機のエネルギーシステムを連動させて最強武器メガビートキャノンを放つことが可能となり、その威力は、「一撃で日本全土を破壊する」というジャマールの高エネルギー砲・デスガオームを打ち破ったほど。合体にはビーファイター全員とパルセイバーが必要になるが合体後は全員揃っていなくても動かすことが可能。
第51話でジャマールホールに突入した際には基本設定外が原因で射撃回路が破損してしまったため撃てなくなるもジースタッグが射撃回路のメンテナンスを行ない、レッドルがエンジン回路を接続したことでジャマールホールの破壊に成功した。
- 3機のビートマシンを搭載できるという母艦のようなコンセプトも加えられたが、シンプルな母艦であると重甲基地の出番がなくなってしまうことから、超強力移動砲台のような立ち位置となっている。
- 撮影用のミニチュアは、実際に歩行可能なものが制作された。

スペック
| 名称               | 全長        | 重量      | スピード                                                       |
| ------------------ | ----------- | --------- | -------------------------------------------------------------- |
| ビートルーダー     | 7.2 m[43]   | 3.5 t[43] | 500 km/h[43]                                                   |
| スタッガータンク   | 7.5 m[43]   | 5.5 t[43] | 200 km/h[43]                                                   |
| レッドジャイロ     | 4.7 m[43]   | 2.7 t[43] | 280 km/h（通常時）[43][2] マッハ1.2（ブースター使用時）[43][2] |
| メガヘラクレス     | 22 m[42][2] | 23 t[42]  | 150 km/h[42]                                                   |
| ジェットヘラクレス |             |           | マッハ6[42]                                                    |

## 異次元侵略集団ジャマール
あらゆる次元を侵略して植民地化を進める異次元の戦闘集団。首領ガオーム以下、合成獣軍団、戦闘メカ軍団、傭兵軍団の3つの軍団で構成される。
ガオーム
ジャマールの首領。
優秀な人材を見極める目はあるものの部下の命すらなんとも思わず、利用するだけ利用する冷酷非情な性格。
手から放つ電撃を武器とし、主に作戦に失敗した部下への制裁などに使用する。巨大な手を出現させ、ガオームゾーンと呼ばれる異空間を発生させてビーファイターを閉じ込めたり、幹部を強制的に要塞に帰還させたりする。
第18話でビーファイターの前に姿を現し、交戦するも、スティンガーウェポンによる攻撃で倒された。その直後、巨大かつ上半身だけの凶悪な姿となって復活を遂げる。しかし、どの姿も仮のものであり、真の姿は宇宙の次元の歪みから誕生したガン細胞のような小型生命体。人間の胎児の初期のような構造をしており、宇宙空間の環境に適合できないため培養液で満たされた水槽の中から虚像を操り、セントパピリアから永遠の命を手に入れようとした。
第50話において、レイジングスラッシュ、トルネードスパーク、スーパーファイナルブローを受けて完全に倒される。特別編ではジャグールに取り込まれた悪の一部として、顔面だけが出現している。
その正体は続編の『ビーファイターカブト』で明らかにされる。
- デザインはマイケル原腸が担当。無機物が命を持ったという想定でメカのようなもので固めており、また大きさを曖昧にするため下半身はゆったりとしたローブとなっている。

ギガロ
合成獣軍団団長。
様々な生物の遺伝子から動植物型のモンスターを作り出す。
戦闘時は遺伝子採集銃ギガローダーを使い、強化により頭部の口を開いて光線ギガスレッドを放つようになる。人間の姿になったこともある。
その正体はガロア次元からやって来た元来脆弱な生物。狩りの獲物にされて瀕死の重傷を負った際に抱いた憎悪がガオームの目に留まり、彼から武器を与えられ、部下になった後、自身に生体改造を施して今の姿となった。そのため、ガオームへの忠誠心は極めて高い。
特別編ではギガロだけジャグールの悪のエネルギーに取り込まれなかったことで、ビーファイターたちの勝利のカギとなった。
- デザインはマイケル原腸が担当。モチーフはクジラ、ヤツメウナギ、カニ、エビ、貝など海産物で固められており、水棲生物であることから緑色など水のようなものを代表する色をすべて集めているという。ピアスなどは自分が生きていることを痛みを通して実感していたり、自分のアイデンティティをそこに見出しているという。ギガローダーも生物という想定であり、これに撃たれると卵が体内で孵化するようなことを考えていたという。

ファイナルギガロ
第46話に登場。ギガロが自身の肉体に強化改造を施し変貌した姿。
拓也を欠いたビーファイターをシュヴァルツとの共同作戦によって窮地に追い込んだ。スーパーブルービートの必殺技を受けてもなお立ち上がる執念を見せたが、忠誠心を利用したガオームの策略により、生命エネルギーを吸収されて消滅した。
- デザインはマイケル原腸が担当。モチーフは貝と甲殻類などの硬いもののみで構成された身体で、緑色などの他の色の部分は全て内側に入っているようなイメージであるという。ギガローダーも強化したことから多くの目を増やしている。デザイン画ではマッシブであったが、造形では細身になったという。

シュヴァルツ
戦闘メカ軍団団長。
ジャマールのコンピューターに取りついたウイルスが増殖して誕生した電子生命体。
ハイテンションな性格で、機械至上主義であり、ジャマール軍団に属する理由も機械の国を作るためである。
地球を滅ぼした際は軍団を脱退して地球を機械の国にしようと目論む。結婚願望があり、人間体に変身したこともある。
戦闘時は手先から電撃を発射して攻撃する。第47話では、戦車形態シュヴァルツタンクに変形した他、頭部だけになった際は、無生物と合体することが可能。
中盤以降は声を担当した千葉繁のキャラクターから、ギャグメーカーのとしての側面が強調されていった。
自身が電子生命体ゆえの不老不死ということもあり、ガオームが永遠の命を得ようとして、セントパピリアを狙うようになった際は同じ3幹部のギガロやジェラとは違い否定的で、これが第48話でジャマールを離脱したともいえる状況になる。
終盤でギガロとの共同作戦により、ビーファイターを窮地に追い込んだものの、第47話でビーファイターに倒されたが、頭部のみ生存し、自身の野望のために人間を襲撃し始め、とある工場に機械王国を作り始める。この時点で頭脳回路は異常をきたし暴走状態になっており、機械王国を作るために捕まえられた人間たちの中にレッドルこと鷹取舞が目の前にいても思い出せなくなっていた。重機や巨大仏像と合体しながらビーファイターと再度戦うもメガビートフォーメーションによって倒され、宇宙へと放逐される。機械ゆえの不老不死から生物を見下して生臭いと罵倒していたが、最期のセリフでは死にたくても死ねない存在である自身を嘆く本心も覗かせた。
- デザインはマイケル原腸が担当。造型では透明なマスクの内側にバイピングが施されているが、原腸はアップになることが少なかったのであまり目立たなかったと述懐している。また、口に入った二段のスリットは縦に三段階に開くことを想定したものであった。指はオペレーションハンドのような感じになっており、電極やメスなどが出てくるイメージで描いたという。頭部のチューブはバラバラに動いてしまうため、撮影現場では数本ずつテープで留めていた。

ジェラ
傭兵軍団団長。
あちこちの次元で打ち負かした戦士を支配下におき傭兵として率いる女戦士。ビーファイターと対戦する時以外は支配下におく傭兵を探しに行くことがある。
時には部下の傭兵ですら平然と見捨てる冷徹な性格だが、自身が認めた相手によっては情け深さを見せることもあり、ギガロやシュヴァルツのことも仲間として憎からず思っている。武器は電磁鞭を用いる。戦闘時にはマントを脱いだ戦闘スタイルになることもある。
実は自身もジャマールに滅ぼされた種族の生き残りであり、滅びるより滅ぼす側になろうとジャマールに加わる。
2代目レッドルこと、鷹取舞と初めて対峙した際におばさん呼ばわりされ、ムキになったり、自身の容姿をジャマールで一番の美貌と自負するなど、ややナルシストな面を見せることも。
ブラックビートとは他の幹部と同様に憎まれ口を叩かれながらも、終盤にてガオームの本心を聞かされ、執念で立ち上がったギガロを無残な形でジャマールホール完成への材料にしたガオームを見限り、以降はシャドーと同行しながら、ガオーム打倒の機会を伺うこととなる。
かつての盟友・ヒドラの最期を機にガオームとの決着を着けるべく単身ジャマール要塞に戻り、そこでガオームの正体を知るも粛清され、ビーファイターと陰ながら見守るシャドーに看取られながら力尽きる。そのマスクの裏にはジーラとも異なる真の素顔が隠されていた。
- デザインはマイケル原腸が担当。原腸は、マスクの造型が良く、女優もキックボクシング経験者であったことから、イメージ通りであったと述べている。

ジーラ
ジェラの人間変装時の姿である、逞しい格闘家風の女性。ジャマール戦士の養成所の教官などに扮した。終盤ジャマールを離脱した際もこの姿でシャドーと共に逃亡していた。

魔導士ジャグール
ジャマールの伝説的な司祭で異次元世界最大の暗黒呪術士。第19話・20話・52話・53話（最終回）に登場。
シャドーとブラックビートを作り上げながらもグルとの戦いで消耗した後、ブラックビートに用済みとして、ジャミングマグナムで粛清される。しかし、生き延びており、ジャマール壊滅後に活動を再開。一般女性を生け捕り、生命を生み出す力を使い『特捜ロボ ジャンパーソン』のビルゴルディや『ブルースワット』のクイーンたちを再生復活させ、それらを取り込み、破壊神ジャグールへの進化を果たす。
- デザインはマイケル原腸が担当。元々は別のキャラクターの一形態として描かれたものであった。

破壊神ジャグール
第52話・第53話に登場。ジャグールが進化した姿。
ビーファイターやブルースワット、ジャンパーソンたちに倒された敵たちのエネルギーの融合により、究極の悪へと変貌。その身体には敵たちの顔面が張り付いており、ビルゴルディとクイーンも最終的に合体させられた。
3大英雄を苦しめるもののギガロのエネルギーだけが取り込まれなかったため、スーパーブルービート・ハイパーショウ・ジャンパーソンの必殺技を受けて、元の姿に戻ったところをビルゴルディに地獄へと道連れにされ、最期を迎える。
- デザインはマイケル原腸が担当。ガオームの顔が中心部分に付いていたことから、当初はジャグールではなかったというが、ジャグールの顔がすぐ下に付いているため、作品的には破綻していないという。スーツは大型のため、撮影現場では風に煽られており、原腸はもう少し考えるべきであったと述懐している。

シャドー
ジャグールが拓也の細胞を採取したカミキリムシから作り出したクローン。
シャドーの姿の際は、黒い服と黒い帽子に加え、カミキリムシ型のペンダントを纏う。第19話から登場するが、シャドーとしての登場は、第29話から。
冷酷ながらも正々堂々と勝負することを好む。自分自身のアイデンティティ、光と闇の宿命とも呼べる因縁から、もう1人の自分である拓也を執拗につけ狙うが、自らが倒すことへのこだわりから、拓也を救うこともあった。
当初はガオームから寵愛されていたが、ブルービート打倒に固執して、独断専行が目立つようになってから次第に疎まれるようになる。終盤、邪甲が度々強制解除されるほどの身体の異変に見舞われるが、傭兵マッスルが持っていたセントパピリアの羽根の持つ不思議な力に関心を持ちだす、その原因がクローンゆえの短命によるものであり、ガオームがそれを承知で自分を利用していたことを知るに至って、ジャマールを脱退。羽根を唯一の手がかりに永遠の命を授けるというセントパピリアを追い、同じく永遠の命を求めるガオームに先んじて捕獲に成功する。
そのセントパピリアを立会役にした拓也との最終決戦において、スーパーファイナルブローで致命傷を負いながらも立ち上がり、折れたスティンガービュートでブルービートを貫くが遂に寿命が尽きてしまい力尽き、自身を所詮出来損ないのクローンと嘆くが血を流しながらも立ち上がった拓也に看取られ、「お前のことは忘れない」と声をかけられ、初めて笑みを浮かべながら消滅した。

ブラックビート
第19話から登場。ガオームがビーファイターと戦った成果からジャマール科学とカミキリムシの精を融合させたことによって生み出され、シャドーが邪甲したカミキリムシ型インセクトアーマー。
ビーファイター3人をまとめて圧倒するなど戦闘力は非常に高い。
対ビーファイターの刺客としてガオームからの信頼は厚く、ブルービートの抹殺に固執するが、そのために侵略・征服活動を展開しようとする三幹部とは折り合いが悪く、彼自身もまた三幹部を無能扱いしているが度々三幹部に新兵器をなめてかかったところを実験台に酷使されることもあった。
終盤ジャマールから離反した同志としてジェラと同行するようになり、暴走したシュヴァルツがジェラを殺そうとした際は自身の寿命も省みず助けている。
特別編ではジャグールに取り込まれた悪の一部として、顔面だけが出現している。
- 『特捜ロボ ジャンパーソン』のビルゴルディやガンギブソンのようなライバルキャラを出すこととなった。
- デザインはプレックスが担当。カミキリムシがモチーフであるということは、シンプルにカッコいいということと、黒い甲虫のイメージがあったからであるという。マスクはビーファイターのデザインルールから外れており、昆虫標本のようなスタイルではなく、真正面から顔を見た状態をイメージソースとしている。ボディはブルービートを基に、新規に胸部アーマーをデザインし、全体のカラーリングを変えている。

ジャマール怪人
ジャマールが送り込む怪人の総称。
合成獣（）
ギガロが率いる合成獣軍団に属する怪人たち。あらゆる次元に生息する様々な生物の遺伝子からギガロによって作り出される。ギガツキノワのように人間に殺された熊の怨念から生み出された個体もいる。
戦闘メカ
シュヴァルツが率いる「戦闘メカ軍団」に属するロボット怪人たちで、シュヴァルツによって作り出される。マッチョNO.5はシュヴァルツの兄として作られた。
傭兵/傭兵戦士
ジェラが率いる傭兵軍団に所属する怪人たち。各次元で彼女が打ち負かした戦士たちや彼女の同志によって構成される。例外としてバルダスは傭兵怪人の肩書きを持つ。ナイトバイカーのように人間を変化させた個体も存在する。その素性から中にはジャマールには内心に反抗の意志を持つものも多い。
合体怪人デスマルト
第17話・第30話に登場。ビーファイターに敗れた傭兵デスマルトを、3幹部が共同で強化改造を施し誕生させた合体怪人。傭兵の能力に加え合成獣と戦闘メカの能力を併せ持ち、ビーファイターを終始圧倒したが、気をよくした3幹部がどの武器でとどめをさすかの命令を巡って口論となったために混乱してしまい、その隙を突かれスティンガーウエポンの連鎖攻撃で倒される結果に。
その後ジャマール3幹部が主催した「第64041回ゴーストゾーン武闘大会」の決勝戦で、シュヴァルツの画策で乱入プレーヤーとして投入された。最期は傭兵シンバットの捨て身の体当たりによる爆発だったが、そのエネルギーによって発生した次元の裂け目からビーファイターはゴーストゾーンを脱出した。
- デザインはマイケル原腸が担当。当初、原腸は本体とパワーアップユニットを分けて描いてくれと発注を受けその通りに提出したが、バラバラに描かれても困ると言われ改めて合体状態のものを描いたといい、当時の造型現場の多忙による混乱ぶりを物語っている。

ジャマー
ジャマールが各次元で捕らえた生物を改造・訓練した戦闘兵。剣と銃に変形する武器を持つ。人語を話し、人間体に変身することも可能。終盤では、赤い体色を持つ黒マントを着た親衛隊員が登場した。それらの戦闘力は通常のジャマーより強く、首を分離させて飛ばすことが可能。
- デザインはマイケル原腸が担当。デザインモチーフは巣に多く群がるハチ。原腸はシャープな形状と想定しており、実際の造型では生物的な方向に寄っていた仕上げに違和感を覚えたが、アクションの動きを見て納得したという。親衛隊員は企画者104の河野成寛が手掛けた。

### ジャマールの戦力
ジャマール要塞
ジャマール幹部たちが根城としている次元浮遊基地。巨大な手のような形状をしており、渡空間掘削機となっている先端の爪の働きであらゆる次元を自由に移動可能。内部には幹部たちやジャマーの他に三角型の警備マシンが配備されている。

ジャマール戦闘機
常に三機編成で活動。ジャマーが操縦する。

ガオームゾーン
ビーファイターと怪人の戦闘中にガオームが発動させる超次元バトルフィールド。この異次元世界では怪人のエネルギー変換率を上昇させ能力を向上させる働きがある。類似フィールドで第30話に登場したゴーストゾーンがある。

デスガオーム
第25話に登場の超エネルギー砲。シャヴァルツが別次元から集めた数名の科学者たちに造らせた。ジャマール要塞から発射されるも間一髪のところでメガビートキャノンとの交錯の末破壊された。

超低温気体弾
第43・44話に登場。地球上の軌道を旋回しながら地球の大気をマイナス80度にする衛星ロケット弾。この兵器をジャマールが投入した裏には、ガオームのセントパピリア捕獲の目的があった。衛星のひき起こした寒波によって、ビートマシンやメガヘラクレスも機能停止に追い込まれたが、ブルービートの意志に共鳴するように再起動したため、メガビートキャノンによって破壊された。

ジャマールホール
最終作戦として造られた究極の次元の裂け目。地球上のあらゆる生命・資源・自然を呑み込む。
ガオームはこれを使って地球を死の星にした後、復活させるべく現われるセントパピリアを捕らえ、永遠の命を手に入れんとした。そして完成のためにあらゆるエネルギーの採取を幹部に命じたが、これが結果としてシュヴァルツとジェラの離反を招いた。
最後は、エネルギー核のある中心部分がメガビートキャノンで破壊されたことにより消滅した。

### ブラックビートの装備・戦力
ブラックコマンダー
ブラックビートの変身アイテム。シャドーが「邪甲（）!!」の掛け声でカミキリムシ型インセクトアーマーを纏う。妨害電波を放つ機能も持つ。
シャドーが消滅した後、拓也によってペンダントとともに海へと放り投げ出された。

スティンガービュート
右腕に装備された専用武器。先端に鋭い爪が装着されている。ムチのようにして敵を絡め取るワイヤーモードと、ワイヤーを硬化させてロッド状にしたサーベルモードがある。ワイヤーモードからは電撃を放つことも可能。変幻自在の攻撃でビーファイターを苦しめた。
- 玩具として発売しないものの、フィギュアのアクセサリーとして決まったもので、スティンガーマグナムの改造アイテムのようなものではなく、ウィップや触手のようなものにすることで悪い雰囲気が出るものとなった。

ジャミングマグナム
ビーファイターのインプットマグナムに相当する多機能銃。大規模な都市破壊に用いられるなど、ビームモードの威力は非常に高い。
- 玩具ではパルセイバーと合体させることができる。

## キャスト

### レギュラー・準レギュラー
- 甲斐拓也 / ブルービート：土屋大輔
- 片霧大作 / ジースタッグ：金井茂
- 羽山麗 / レッドル：葉月レイナ（第1 - 19話）
- 鷹取舞 / レッドル：巴千草（第22話 - ）
- ギガロ：高橋利道（第1 - 47話）
- ジェラ / ジーラ：伊藤祐子（第1 - 50話）
- セントパピリア：富永アミナ（第44 - 47,50,51話）
- シャドー：岡元次郎[注釈 13]（ - 第43話）、高岩成二[注釈 13]（第29話のみ）→土屋圭輔（第43 - 51話）
- 向井博士：笹野高史（除く第30,32,41話）

### 声の出演
- ガオーム：渡部猛（第1 - 50話）
- シュヴァルツ：千葉繁（第1 - 48話）
- ジェラ：金野恵子（第1 - 50話）
- シャドー（第29 - 43話・途中まで） / ブラックビート（第19 - 51話）：咲野俊介
- 老師グル：田中康郎（第1 - 51話）
- カブト：吉水孝宏（第35,36,52,53話）
- 羽山麗 / レッドル：佳山まりほ（第14 - 22話）[注釈 14]
- メガヘラクレス（第38,43,51話）、ナレーター：稲葉実

### 主なゲスト出演者
- はるか：百地千寿（1,2,43,44話）
- はるかの父：大場健二（1,2話）
- はるかの母：監物房子（1,2話）
- 勝：杉山丈二（4話）
- 和彦：山口森広（4話）
- 勇二：高橋良平（4話）
- あかね：浅野史織（5話）
- 井崎礼二郎：新井一典（6話）
- サトシ：高田瑞紀（7話）
- アキオ：池田慎伍（7話）
- ユウタ：河野健太郎（7話）
- トオル：石井寧（8話）
- トオルの母：斉藤林子（8話）
- レポーター：中川正義（8話）
- 山田太一郎：井上淳（9話）
- ユウ：佐藤侑輝（11話）
- 市長：岡部征純（11話）
- 本田隆：宮寺康夫（12,25話）
- 小柳：野地将年（12話）
- 亮太：内大輔（13話）
- 三冬：八代華奈（14話）
- 芳江：佐野珠美（14話）
- 小泉守：合谷竜一（15話）
- 矢野かおる：宝ひとみ（15話）
- ミナ：吉野紗香（16話）
- 長老：大木史朗（16話）
- ヒロキ：片山伸彦（17話）
- マコト：雨宮誉（17話）
- 添田：茂木和範（20話）
- 隆：日吉孝明（20話）
- 医師：内田修司（21話）
- 技術主任：鈴木信明（21話）
- ラーラ：大沢さやか（25話）
- 片霧大鐵：大谷朗（26話）
- 井出徳三郎：関時男（27話）
- トッコ：金沢明蘭（27話）
- 香：藤田香織（28話）
- 和美：佐野和美（28話）
- 白鳥美鈴：坂井順子（31話）
- 久保木執事：村上幹夫（31話）
- 丸川繁蔵：牧口元美（32話）
- 岩田一馬：和田圭一（33話）
- タクト：倉貫匡弘（34話）
- アヤ：千代田舞（34話）
- ペット売り（ギガロ）：高橋利道（34話）
- 秀樹：菊池大介（35話）
- 秀樹の両親：石原辰己、山口詩史（35話）
- 老人：相馬剛三（37話）
- 老婆：花原照子（37話）
- 草薙サユリ：石井めぐみ（38話）
- 高田倫太郎：富田樹央（39話）
- 少年の拓也：浅川昌輝（39話）
- 柴崎博士：栗原敏（40話）
- 研究員：斉藤克也（41話）
- ユミ：五十嵐瑞穂（42話）
- ママ：小柳千夏（42話）
- ガロ次元人A：高岩成二（42話）
- ガロ次元人B：今井喜美子（42話）
- アナウンサー（声）：木村修（43,44話）
- 朝倉のぞみ：若林彩（45話）
- のぞみの母：曽我部夫佐子（45話）
- ジェラ（素顔）：シェリー・スゥエニー/声・金野恵子（50話）
- 鳴海翔：正木蒼二（52,53話）『ブルースワット』
- 美杉沙羅：白鳥夕香（52,53話）『ブルースワット』
- シグ：土門廣（52,53話）『ブルースワット』
- ヒデユキ：善家尚志（52,53話）※53話はノンクレジット。
- ヒデユキの姉：荒井ひとみ（52,53話）※53話はノンクレジット。
- ジャンパーソンの声：小峰裕一（52,53話）『特捜ロボ ジャンパーソン』
- ガンギブソンの声：松本大（52,53話）

### スーツアクター
スーパー戦隊シリーズで戦隊ロボのスーツアクターを務める日下秀昭が本作品で初めてヒーロー役を演じた。前年に『忍者戦隊カクレンジャー』でニンジャレッドを演じた高岩成二も、竹田からの指名により参加した。
ブラックビートを岡元次郎が担当した以降は、日下がブルービートを担当したという。
- ブルービート（アップ）[59][60]、ブラックビート[60]：岡元次郎
- ブルービート（アップ）[61][62]、スーパーブルービート[19]、ガオーム[63][61]：日下秀昭
- ブルービート（アクション）[出典 7]：高岩成二
- ジースタッグ（アクション）[65]：今井靖彦
- レッドル（アップ）[66]：今井喜美子
- レッドル（アクション）[66]：宮崎剛
- 老師グル[63]：藤本幸太郎
- シュヴァルツ[63]：石垣広文
- イカリボンバ2（第27話）[67]：小倉敏博

## スタッフ
- プロデューサー：梶淳（テレビ朝日）、堀長文・日笠淳（東映）
- 原作：八手三郎
- 連載：テレビマガジン、たのしい幼稚園、てれびくん、幼稚園、テレビランド
- 脚本：宮下隼一、扇澤延男、鷺山京子、浅香晶、小林靖子
- 音楽：川村栄二
- アクション監督：竹田道弘、新堀和男（ジャパンアクションクラブ）
- 監督：澤井信一郎、三ツ村鐵治、坂本太郎、石田秀範、渡辺勝也、金田治
- 撮影：小泉貴一、松村文雄、浄空
- 照明：斉藤久、吉岡伝吉
- 美術：野尻均
- 録音：太田克己
- 編集：菅野順吉、今野治人
- 計測：岡部正治、小泉貴一、臼木敏博、大沢信吾、田中久之
- 記録：深沢いづみ、栗原節子、安倍伸子、吉田由香
- 選曲：金成謙二
- 効果：大泉音映
- 振付：西原千雪
- 助監督：石田秀範、加藤弘之、宮坂清彦、渡辺勝也、黒木浩介、鈴村展弘
- プロデューサー補：丸山真哉
- 進行主任：東正信、有沢広巳
- 進行助手：目黒圭一[68]
- 制作事務：石垣紘一
- 制作担当：橋本鉄雄
- 操演：羽鳥博幸
- 美粧：サン・メイク
- 衣裳：東京衣裳
- 装置：東映美術センター、紀和美建
- 装飾：大晃商会、FUJITSU
- ミニチュア造型：アルファ企画、東陽モデル、ミューロン
- 企画協力：企画者104
- キャラクターデザイン：マイケル原腸、大畑晃一、原田吉朗、森木靖泰、岡本英郎
- イラスト：野口竜、岡本英郎
- 造型：前澤範
- キャラクター製作：レインボー造型企画
- 視覚効果：映画工房
- 現像：東映化学
- 技術協力：東通
- カースタント：タケシレーシング
- 撮影協力：エースヘリコプター、高崎金属工業ほか
- 車輌協力：スズキ株式会社
- 特撮：特撮研究所
  - 操演：鈴木昶
  - 撮影：中根伸治
  - 照明：林方谷
  - 美術：木植健次
- 特撮監督：尾上克郎
- 制作：テレビ朝日、東映、ASATSU

## 主題歌・挿入歌
すべて石原慎一の歌唱。石原は、以前に本作品と同じく小暮一雄が音楽プロデューサーを務めたアニメ『ウルトラマンUSA』に参加していた縁から起用された。
前年までに引き続きCDの発売元であったフォルテミュージックエンタテインメントが、本作品のサウンドトラックアルバムの発売後に解散・吸収合併したため、追加で制作されたシングル「黒き十字架 BLACK BEET.」と、サウンドトラックアルバムに未収録の曲を中心に選曲されたアルバム『東映メタルヒーロー バトルミュージックコレクション1』は、いずれも日本コロムビアからの発売となった。
主題歌「重甲ビーファイター」
作詞：阿木燿子 / 作曲：宇崎竜童 / 編曲：石田勝範
第22話より、鷹取舞の登場に伴い一部映像が変更された。
アウトロのコーラスはフルサイズが1回のみなのに対し、テレビサイズでは数回繰り返しながらフェードアウトする形で編集されている。
挿入歌としては第1、2、4、5、7、8、11、13、15～17、20、22、26、27、29、30、32、38、45、47、50、53話で歌唱版、6、10、12、14、18、21、37、39、44、48話でインストゥルメンタル版が使用された。

エンディングテーマ「地球孝行」
作詞：阿木燿子 / 作曲：宇崎竜童 / 編曲：石田勝範
第26話より、ブラックビート、メガヘラクレスの映像が追加された。

挿入歌
「出撃!ビートマシン」（第11話、劇場版）
作詞：八手三郎 / 作曲：島田貴斗 / 編曲：石田勝範
第3～6、9、12、18話ではインストゥルメンタル版が使用された。
また、インストゥルメンタル版は第3話より予告編BGMとしても使用されている。
「この星のためならば」（第12、25話）
作詞：阿木燿子 / 作曲：宇崎竜童 / 編曲：石田勝範
第11話では前奏のみ使用、劇場版ではエンディングテーマとして使用されている。
「今こそ勝利を」（38、50話）
作詞：阿木燿子 / 作曲：宇崎竜童 / 編曲：石田勝範
「進め!昆虫戦士」（第24、25、33、45話）
作詞：八手三郎 / 作曲：渡辺宙明 / 編曲：石田勝範
第22、27話ではインストゥルメンタル版が使用された。
「しあわせはいつも遅れて来るから」（37、45、46話）
作詞：岡田冨美子 / 作曲：渡辺宙明 / 編曲：石田勝範
第43話では前奏のみ使用された。
「戦士たちよ」
作詞：八手三郎 / 作曲：瑞木薫 / 編曲：石田勝範
「黒き十字架 BLACK BEET.」（第35、37、43、45話）
作詞：宮下隼一 / 作曲・編曲：石川恵樹
第35話ではインストゥルメンタル版と併用され、第49話ではインストゥルメンタル版のみが使用された。
「戦え!!メガヘラクレス」（第34、40、44、48話）
作詞：八手三郎 / 作曲：島田貴斗 / 編曲：石田勝範

上記の他、第15話では宝ひとみの「ふたり」、第52話では『特捜ロボ ジャンパーソン』主題歌「特捜ロボ ジャンパーソン」と『ブルースワット』挿入歌「友情超ファイター」が挿入歌として使用された。

## 放送日程
| 放送日         | 放送回 | サブタイトル    | 登場ジャマール怪人、その他 | 脚本     | 監督       |
| -------------- | ------ | --------------- | --- | -------- | ---------- |
| 1995年02月05日 | 1      | 昆虫戦士だ!!    | - 傭兵戦士サーベライザ（声：鳥居賞也）                                                                                             | 宮下隼一 | 澤井信一郎 |
| 2月12日        | 2      | 踊る人間狩り!!  | - 合成獣ヘビーズネーク（声：石垣広文） - 暴力バクテリア                                                                            | 宮下隼一 | 澤井信一郎 |
| 2月19日        | 3      | 出た 昆虫メカ!! | - 戦闘メカ・ハンマコング（声：岡元次郎）                                                                                           | 宮下隼一 | 三ツ村鐵治 |
| 2月26日        | 4      | 超マシン大暴れ  | - 戦闘メカ・デスランチャー（声：横山一敏）                                                                                         | 宮下隼一 | 三ツ村鐵治 |
| 3月05日        | 5      | 重甲ジャック!!  | - 合成獣バグマビルス（声：石垣広文）                                                                                               | 宮下隼一 | 坂本太郎   |
| 3月12日        | 6      | 森の叫びを聞け  | - 傭兵戦士ザイキング（声：椎橋重）                                                                                                 | 扇澤延男 | 坂本太郎   |
| 3月19日        | 7      | 謎の激写マン!!  | - 戦闘メカ・ガメリオ1号（人間態：岡元次郎、声：渡部昌宅）                                                                          | 鷺山京子 | 石田秀範   |
| 3月26日        | 8      | お願い!! 魔法石 | - 傭兵怪人バルダス（声：野本礼三）                                                                                                 | 浅香晶   | 石田秀範   |
| 4月02日        | 9      | トラ猫奪回作戦  | - 合成獣ガリネーズ（声：高戸靖弘）                                                                                                 | 扇澤延男 | 石田秀範   |
| 4月09日        | 10     | 激闘!! 竜の剣士 | - 傭兵バーラ（演：河合亜美） - ブラックドラゴン（声：松本大）                                                                      | 浅香晶   | 三ツ村鐵治 |
| 4月16日        | 11     | 怒りロボ大暴走  | - 戦闘メカ・イカリボンバ（声：江川央生）                                                                                           | 鷺山京子 | 三ツ村鐵治 |
| 4月23日        | 12     | やる気を奪え!!  | - 合成獣ナマケルゲ（人間態：窪園純一、声：鈴木清信）                                                                               | 扇澤延男 | 坂本太郎   |
| 4月30日        | 13     | 危うし重甲基地  | - 戦闘メカ・ガガミラー（声：佐々木英人）                                                                                           | 宮下隼一 | 坂本太郎   |
| 5月07日        | 14     | 必殺地獄の迷宮  | - ジャマール三幹部 | 宮下隼一 | 渡辺勝也   |
| 5月14日        | 15     | 翔んだアイドル  | - 合成獣ブーブーブー（声：西尾徳）                                                                                                 | 扇澤延男 | 渡辺勝也   |
| 5月21日        | 16     | 炎の超次元少女  | - 傭兵イルバ（声：沼田祐介） - 護衛ロボットガーディ（人間態（ママ）・声：津賀有子） - ボタニア人                                   | 鷺山京子 | 三ツ村鐵治 |
| 5月28日        | 17     | 死闘!! 合体怪人 | - 傭兵デスマルト - 合体怪人デスマルト（声：平井誠一）                                                                              | 扇澤延男 | 三ツ村鐵治 |
| 6月04日        | 18     | 大首領死す!!    | - ガオーム - ジャマール三幹部 | 浅香晶   | 金田治     |
| 6月11日        | 19     | 誕生闇の新戦士  | - ブラックビート - 魔導士ジャグール（声：京田尚子）                                                                                | 宮下隼一 | 金田治     |
| 6月18日        | 20     | 激突!! 黒の恐怖 | - ブラックビート - 魔導士ジャグール（声：京田尚子）                                                                                | 宮下隼一 | 坂本太郎   |
| 6月25日        | 21     | 極悪昆虫タッグ  | - ブラックビート - 合成獣カマザキラー（声：西美子）                                                                                | 扇澤延男 | 坂本太郎   |
| 7月02日        | 22     | ヒロイン初体験  | - ブラックビート - シュヴァルツ - バンブレラ                                                                                       | 宮下隼一 | 三ツ村鐵治 |
| 7月09日        | 23     | 怪人に花束を…   | - 傭兵戦士ゴルゴダル（声：加藤精三）                                                                                               | 扇澤延男 | 三ツ村鐵治 |
| 7月16日        | 24     | 登場巨大カブト  | - ギガロ | 宮下隼一 | 石田秀範   |
| 7月23日        | 25     | 美しき逃亡者!!  | - 戦闘メカ・ダンガー（声：中村秀利）                                                                                               | 鷺山京子 | 石田秀範   |
| 7月30日        | 26     | 蟹と水着と親父  | - 合成獣エビガーニャ（人間態：今井喜美子、声：塩屋浩三）                                                                           | 浅香晶   | 坂本太郎   |
| 8月13日        | 27     | 甦るトラ刈り魂  | - 戦闘メカ・イカリボンバ2（声：江川央生）                                                                                          | 扇澤延男 | 坂本太郎   |
| 8月20日        | 28     | 真夏の純情幽霊  | - 傭兵シニガミアン（声：依田英助）                                                                                                 | 宮下隼一 | 金田治     |
| 8月27日        | 29     | ライバル大激突  | - ブラックビート | 宮下隼一 | 金田治     |
| 9月03日        | 30     | 13怪人大武闘会  | - 傭兵シンバッド（演：塩谷庄吾） - ブーリアン - グローダー - ゴーストゾーン武闘大会の怪人たち（声：高戸靖弘ほか）                  | 浅香晶   | 三ツ村鐵治 |
| 9月10日        | 31     | 危ないお嬢さま  | - 合成獣マスクーダー（声・人間態：石垣広文）                                                                                       | 浅香晶   | 三ツ村鐵治 |
| 9月17日        | 32     | 恋する漬け物!!  | - ババンバ（声・人間態：石井くに子）                                                                                               | 扇澤延男 | 渡辺勝也   |
| 9月24日        | 33     | 正義の非行少女  | - 傭兵ナイトバイカー（演：和田圭市）                                                                                               | 宮下隼一 | 渡辺勝也   |
| 10月01日       | 34     | コワ〜いペット  | - 合成獣モジャンガ | 鷺山京子 | 坂本太郎   |
| 10月08日       | 35     | カブト君まいど  | - ブラックビート - シュヴァルツ | 宮下隼一 | 坂本太郎   |
| 10月15日       | 36     | 見よ重甲超進化  | - 合成獣ガガモス | 宮下隼一 | 坂本太郎   |
| 10月22日       | 37     | サギるな用心棒  | - ネロ（演：甲斐道夫） - ブラックビート - ジェラ                                                                                   | 扇澤延男 | 三ツ村鐵治 |
| 10月29日       | 38     | 博士!! 愛の重甲 | - 合成獣ラズベルガ | 浅香晶   | 三ツ村鐵治 |
| 11月12日       | 39     | 少年BFの冒険    | - 火炎獣ファイガ | 鷺山京子 | 金田治     |
| 11月19日       | 40     | 新章・生命の蝶  | - 元傭兵マッスル（声：岡本美登） - ブラックビート - ジェラ                                                                         | 宮下隼一 | 金田治     |
| 11月26日       | 41     | 兄貴はムキムキ  | - 戦闘メカ・マッチョNO.5（声：小池浩司） - シュヴァルツ                                                                            | 扇澤延男 | 石田秀範   |
| 12月03日       | 42     | 恨み熊BF狩り    | - 合成獣ギガツキノワ - ガロ次元人                                                                                                  | 鷺山京子 | 石田秀範   |
| 12月10日       | 43     | 見た!! 黒の素顔 | - ブラックビート | 宮下隼一 | 坂本太郎   |
| 12月17日       | 44     | 生命の蝶現る!!  | - ブラックビート | 宮下隼一 | 坂本太郎   |
| 12月24日       | 45     | 聖夜のメモリー  | ― | 浅香晶   | 三ツ村鐵治 |
| 1996年01月07日 | 46     | 絶望!! 重甲不能 | - ファイナルギガロ | 扇澤延男 | 渡辺勝也   |
| 1月14日        | 47     | 勝利への復活!!  | - ファイナルギガロ - シュヴァルツタンク                                                                                            | 扇澤延男 | 渡辺勝也   |
| 1月21日        | 48     | 不滅合体走る首  | - シュヴァルツ - 巨大シュヴァルツ                                                                                                  | 扇澤延男 | 三ツ村鐵治 |
| 1月28日        | 49     | クモ女非情の炎  | - 傭兵ヒドラ（演：今井喜美子） - ガオーム                                                                                          | 宮下隼一 | 坂本太郎   |
| 2月04日        | 50     | 突入!! 要塞決戦 | - ガオーム - ジェラ | 宮下隼一 | 坂本太郎   |
| 2月11日        | 51     | 光と影の終止符  | - ブラックビート | 宮下隼一 | 坂本太郎   |
| 2月18日        | 52     | 集結!! 3大英雄  | - 帯刀龍三郎 / ビルゴルディ（演・声：菅田俊） - マドモアゼル・Q / クイーン（演・声：長門美由樹） - 悪の復活軍団 - 魔導士ジャグール | 小林靖子 | 三ツ村鐵治 |
| 2月25日        | 53     | 翔け!! 英雄達   | - 魔導士ジャグール / 破壊神ジャグール - 帯刀龍三郎 / ビルゴルディ - マドモアゼル・Q / クイーン - 悪の復活軍団                      | 小林靖子 | 三ツ村鐵治 |

## 放映ネット局
| 放送対象地域  | 放送局           | 系列                                         | 備考               |
| ------------- | ---------------- | -------------------------------------------- | ------------------ |
| 関東広域圏    | テレビ朝日       | テレビ朝日系列                               | 制作局             |
| 北海道        | 北海道テレビ     | テレビ朝日系列                               |                    |
| 青森県        | 青森朝日放送     | テレビ朝日系列                               |                    |
| 岩手県        | IBC岩手放送      | TBS系列                                      | [ 注釈 26 ]        |
| 宮城県        | 東日本放送       | テレビ朝日系列                               |                    |
| 秋田県        | 秋田朝日放送     | テレビ朝日系列                               |                    |
| 山形県        | 山形テレビ       | テレビ朝日系列                               |                    |
| 福島県        | 福島放送         | テレビ朝日系列                               |                    |
| 新潟県        | 新潟テレビ21     | テレビ朝日系列                               |                    |
| 長野県        | 長野朝日放送     | テレビ朝日系列                               |                    |
| 山梨県        | テレビ山梨       | TBS系列                                      |                    |
| 静岡県        | 静岡朝日テレビ   | テレビ朝日系列                               |                    |
| 石川県        | 北陸朝日放送     | テレビ朝日系列                               |                    |
| 福井県        | 福井放送         | 日本テレビ系列 テレビ朝日系列                |                    |
| 中京広域圏    | 名古屋テレビ     | テレビ朝日系列                               |                    |
| 近畿広域圏    | 朝日放送         | テレビ朝日系列                               | [ 注釈 27 ]        |
| 島根県 鳥取県 | 山陰放送         | TBS系列                                      |                    |
| 広島県        | 広島ホームテレビ | テレビ朝日系列                               |                    |
| 山口県        | 山口朝日放送     | テレビ朝日系列                               |                    |
| 香川県 岡山県 | 瀬戸内海放送     | テレビ朝日系列                               |                    |
| 愛媛県        | テレビ愛媛       | フジテレビ系列                               | 1995年3月まで      |
| 愛媛県        | 愛媛朝日テレビ   | テレビ朝日系列                               | 1995年4月開局から  |
| 高知県        | テレビ高知       | TBS系列                                      |                    |
| 徳島県        | 四国放送         | 日本テレビ系列                               |                    |
| 福岡県        | 九州朝日放送     | テレビ朝日系列                               |                    |
| 長崎県        | 長崎文化放送     | テレビ朝日系列                               |                    |
| 熊本県        | 熊本朝日放送     | テレビ朝日系列                               |                    |
| 大分県        | 大分朝日放送     | テレビ朝日系列                               |                    |
| 宮崎県        | テレビ宮崎       | フジテレビ系列 日本テレビ系列 テレビ朝日系列 |                    |
| 鹿児島県      | 鹿児島放送       | テレビ朝日系列                               |                    |
| 沖縄県        | 琉球朝日放送     | テレビ朝日系列                               | 1995年10月開局より |

## 他媒体展開

### 映像ソフト化
特記のない限り、発売元はいずれも東映ビデオ。
VHS
- テレビシリーズ（セル・レンタル共通） - 1996年2月から1997年2月にかけて、全13巻（各巻4話（13巻のみ5話））がリリースされた。
- 劇場版 - 1995年10月に『劇場版・超力戦隊オーレンジャー』とのカップリングにてレンタルリリースされた他、同年11月には単独でのセルビデオがバンダイよりリリースされている。
- HEROクラブ - テレビシリーズの再編集版が3巻、そして『重甲ビーファイター&ブルースワット 新戦士登場!!その名はビーファイター』がリリースされている。後者の内容は本作品の1・2話、それに『ブルースワット』の50話・最終話をベースに、ブルースワットからビーファイターへの引き継ぎを兼ねたものとなっている。

DVD
2006年6月21日から10月21日にかけて、全5巻（各巻2枚組、Vol.1・Vol.2が10話、Vol.3 - Vol.5は11話収録）がリリースされた。全話ニュープリントの映像にビデオ版の音声をMIXした仕様となっており、その都合上第2～4話の予告のみ光学音声となっている。

### 映画作品
重甲ビーファイター（1995年4月15日公開）
脚本：宮下隼一 監督：金田治
登場怪人：合成獣ヘルズガイラ、傭兵ドラゴ（演：真矢武）
ロケ協力：大島町、大島観光協会、東海汽船
本作品の単独作品で、東映スーパーヒーローフェアの一編として上映。DVD「重甲ビーファイター Vol.5」の映像特典や、2007年12月7日に発売された「東映特撮ヒーロー THE MOVIE BOX」および、2009年11月21日の「東映特撮ヒーロー THE MOVIE Vol.6」に収録されている。

仮面ライダー×スーパー戦隊×宇宙刑事 スーパーヒーロー大戦Z
仮面ライダーシリーズとスーパー戦隊シリーズとメタルヒーローシリーズの映画作品。ゴーカイブルーの二段変身としてブルービートが登場。監督は上記同様、金田治が担当。

### オリジナルビデオ作品
ビーロボカブタック クリスマス大決戦!!
『ビーロボカブタック』のオリジナルビデオ作品で、本作品からはブルービートが登場。また別役で土屋大輔もゲスト出演している。

### 漫画版
徳間書店『テレビランド』1995年3月号 - 1997年2月号にかけて、ビーファイターシリーズの漫画が連載されている（作画：Moo.念平）。『ビーファイターカブト』の漫画版では、月面決戦のエピソードにおいてテレビシリーズでは実現しなかった、10人のビーファイターの共闘も描かれた。
後に2003年にスタジオDNA（現：一迅社）より、『ビーファイターカブト』と併せた形で単行本として発売された。単行本には甲斐拓也役の土屋大輔の特別寄稿が収録されている。

### CS放送・ネット配信
CS放送
- 東映チャンネル…2008年4月 - 2008年10月（「GO! GO! ヒーローズ」枠）

ネット配信
- 東映特撮 YouTube Official…2012年12月17日 - 2013年6月16日、2016年5月29日 - 11月27日、2020年8月21日 - 2021年2月19日
- 東映特撮ニコニコおふぃしゃる…2024年4月24日 -

第7話配信期間中の2024年6月8日から、第8話の配信日である12月11日まで中断期間あり）。

### 海外版
スーパー戦隊シリーズの特撮シーンを流用した、アメリカ版ローカライズ作品『パワーレンジャー』のヒットを受けて、『ビーファイター』も同様のスタイルの作品『ビートルボーグ』としてアメリカで放送された。お化け屋敷の主人から力を貰った少年たちが変身するという設定で、名称は「ブルースティンガー（ブルービート）」「グリーンハンター（ジースタッグ）」「レッドスティンガー（レッドル）」「シャドーボーグ（ブラックビート）」に変更されている。詳細については当該項目を参照。